# Канадське складове письмо

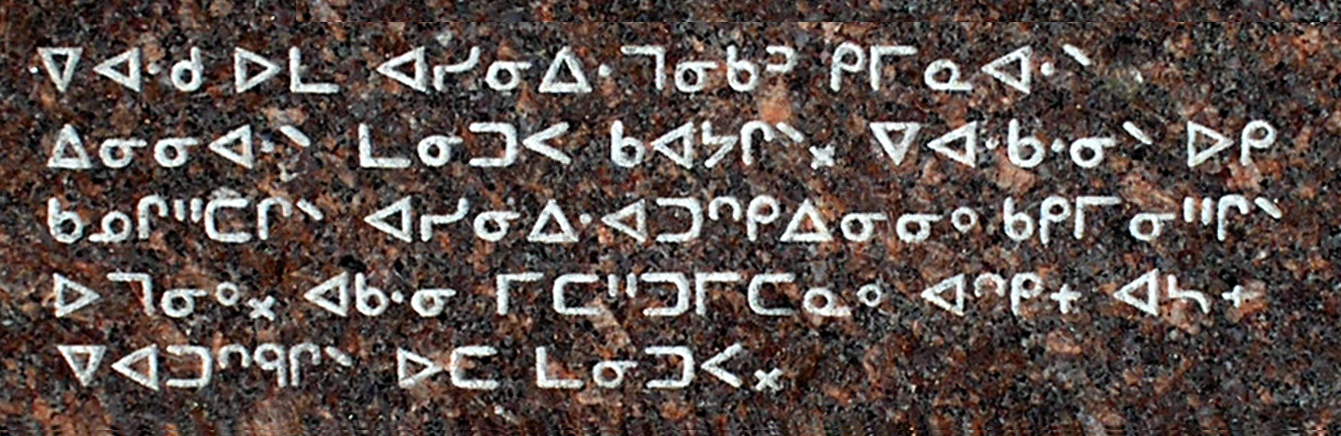
Напис на болотяному крі з використанням складового письма. Текст читається:
Êwako oma asiniwi mênikan kiminawak
ininiwak manitopa kaayacik. Êwakwanik oki
kanocihtacik asiniwiatoskiininiw kakiminihcik
omêniw. Akwani mitahtomitanaw askiy asay
êatoskêcik ota manitopa.

Канадське складове письмо (англ. Canadian Aboriginal syllabic writing «складове письмо канадських аборигенів») — група близьких письменностей, які використовуються для запису багатьох мов корінних народів Канади: алгонкінських, ескімосько-алеутських і (раніше) атабасканських. За своїм типом є абугіда (деякі вчені відносять канадське складове письмо до змішаного типу, що поєднує елементи складової і абеткової письменностей).
Наразі канадська складова писемність використовується для запису всіх діалектів мови крі — від наскапі в Квебеці до Скелястих гір, включаючи східний крі, крі затоки Джеймс, болотяний крі та рівнинний крі. Вона також використовується для запису ескімоської мови інуктітут в східній частині канадської Арктики, де є офіційною на території провінції Нунавут (поряд з латиницею). Канадське складове письмо використовується в деяких регіонах для іншої великої алгонкінської мови — оджибве в західній Канаді, а також мови блекфут, в якій є застарілою. Серед атабасканських мов, розташованих західніше, складове письмо використовується в деяких місцях для мов керрієр, чипевіан, слейві, догриб та бівер. Складове письмо зрідка використовується в США в громадах, розташованих по обидва боки кордону, але є переважно канадським явищем.
Велика частина знаків, включаючи ті, що використовуються в офіційних документах, кодується за допомогою таблиці символів Unified Canadian Aboriginal Syllabics, заснованої на стандарті Юнікод. У цій статті використовуються символи Юнікод, які можуть бути прочитані за допомогою будь-якого відповідного шрифту (якщо браузер їх не відображає, див. Посилання внизу).

## Основні принципи
Канадське складове письмо є абугідою, тобто приголосні в ньому видозмінюється в залежності від того, яка за ним слід голосна. У канадському письмі видозміна відбувається шляхом зміни орієнтації літери, що відрізняє його від інших абугід і є унікальною рисою канадського складового письма.
Наприклад, у мові крі приголосний p має форму шеврону. При орієнтації вгору (ᐱ) він означає склад  pi . Спрямований вниз (ᐯ) він відповідає стилю pe. Направлений ліворуч (ᐸ) — pa, а праворуч (ᐳ) — po. Форми приголосних літер і голосні, відповідні орієнтації, змінюються в залежності від мови, але, в цілому, близькі до початкового варіанту крі.
| приголосний | -a                    | -o                    | -i                    | -e                    | кінцевий | оберт        |
| ----------- | --------------------- | --------------------- | --------------------- | --------------------- | -------- | ------------ |
| (ні)        | ᐊ                     | ᐅ                     | ᐃ                     | ᐁ                     |          | симетричний  |
| p-          | ᐸ                     | ᐳ                     | ᐱ                     | ᐯ                     | ᑊ        | симетричний  |
| t-          | ᑕ                     | ᑐ                     | ᑎ                     | ᑌ                     | ᐟ        | симетричний  |
| k-          | ᑲ                     | ᑯ                     | ᑭ                     | ᑫ                     | ᐠ        | асиметричний |
| c-          | ᒐ                     | ᒍ                     | ᒋ                     | ᒉ                     | ᐨ        | асиметричний |
| m-          | ᒪ                     | ᒧ                     | ᒥ                     | ᒣ                     | ᒼ        | асиметричний |
| n-          | ᓇ                     | ᓄ                     | ᓂ                     | ᓀ                     | ᐣ        | асиметричний |
| s-          | ᓴ                     | ᓱ                     | ᓯ                     | ᓭ                     | ᐢ        | асиметричний |
| y-          | ᔭ                     | ᔪ                     | ᔨ                     | ᔦ                     | ᐧ        | асиметричний |
| sp-         | И                     | N                     |                       | Z                     |          | [ c 1 ]      |
| -w-         | (крапка після складу) | (крапка після складу) | (крапка після складу) | (крапка після складу) | ᐤ        |              |
| -h          |                       |                       |                       |                       | ᐦ        |              |
| -hk         |                       |                       |                       |                       | ᕽ        |              |
| -l          |                       |                       |                       |                       | ᓫ        |              |
| -r          |                       |                       |                       |                       | ᕑ        |              |

1. ↑  Застарілий ряд знаків для sp- не підтримується Юнікодом. У цій таблиці для їх зображення використані дві латинських літери, одна кирилична і один графічний файл. Оберт на 90 ° за годинниковою стрілкою відповідає голосним так само, як в більш пізньому ряді sh-, а не як в більш пізніх літерах інуктітуту.

### Складове письмо і кінцеві приголосні форми
Первісне письмо, розроблене для болотяного крі, мало десять літер: вісім — для складів, що починаються з приголосного (p-, t-, c-, k-, m-, n-, s-, y-, вимовлених як / p, t, ts, k , m, n, s, j /, відповідно); наступні — для складів, що починаються з голосного; і нарешті — змішана форма, нині застаріла, для поєднання приголосних sp-. Всі вони могли писатися тонкою лінією для позначення стислості голосного, або більш жирної для довгих голосних: ᑲ ka, ᑲ kâ (рукописний варіант позначення довготи голосної — надрядкова крапка — зараз використовується також у пресі). Один напівголосний звук — w - не мав літери, а позначався як діакритичний знак на іншому складі. Він міг поєднуватися з будь-яким іншим згодним, як в ᑿ kwa, або виступати самостійно, як в ᐘ wa.
Існували особливі надрядкові літери для дев'яти приголосних (p-, t-, c-, k-, m-, n-, s-, j- и w), які використовувалися, якщо приголосний з'являвся в кінці складу. Крім того, були чотири кінцеві приголосні, які не мали складових форм: -h, -l, -r і поєднання -hk (найпоширеніші кінцеві послідовності в крі; в оджибве застосовується -nk). Приголосні -l та -r були маловживані, зустрічалися тільки в запозичених словах, мові дітей тощо. Ці приголосні і -h могли з'являтися перед голосними, але все одно писалися як кінцеві; наразі -l і -r перед голосними мають розмір звичайних літер, або заміщаються повними складовими знаками. -H з'являвся перед голосною тільки в складових морфемах і в декількох допоміжних словах. Кінцеве поєднання -hk є частим граматичним закінченням.

### Утворення голосних
Голосні звуки діляться на задні (-a та -o), і передні (-e та -i). Кожна з цих груп має низький ( -a  або  -e ) та високий ( -o  або  — i ) голосний по підняттю. В канадському складовому письмі склади з задніми голосними завжди пов'язані з напрямком ліворуч-праворуч, тобто є дзеркальним відображенням один одного.
Зв'язок між ними і складами з переднім голосним залежить від приголосного у складі. Може бути дві моделі: симетричні знаки (одиночний голосний, p-, t-, sp-) повертаються на 90 градусів проти годинникової стрілки, а асиметричні c-, k-, m-, n-, s- , y- повертаються догори ногами. Склади з низько-передньою голосною (-e) утворюються, таким чином, з складів з низько-задньою голосною (-a), а склади з високо-передньою голосною (-i) виходять зі складів з високо-задньою голосною (-o).
Форми симетричних літер можуть бути показані у формі ромбу:
|   | ᐃ |   |  |   | i |   |  |   | ᐱ |   |  |    | pi |    |  |   | ᑎ |   |  |    | ti |    |
| ᐊ |   | ᐅ |  | a |   | o |  | ᐸ |   | ᐳ |  | pa |    | po |  | ᑕ |   | ᑐ |  | ta |    | to |
|   | ᐁ |   |  |   | e |   |  |   | ᐯ |   |  |    | pe |    |  |   | ᑌ |   |  |    | te |    |

Форми асиметричних літер — у формі квадрату:
| ᑭ | ᑫ |  | ki | ke |  | ᒋ | ᒉ |  | ci | ce |  | ᒥ | ᒣ |  | mi | me |  | ᓂ | ᓀ |  | ni | ne |  | ᓯ | ᓭ |  | si | se |  | ᔨ | ᔦ |  | yi | ye |  |
| ᑲ | ᑯ |  | ka | ko |  | ᒐ | ᒍ |  | ca | co |  | ᒪ | ᒧ |  | ma | mo |  | ᓇ | ᓄ |  | na | no |  | ᓴ | ᓱ |  | sa | so |  | ᔭ | ᔪ |  | ya | yo |  |

Ці літери присутні в більшості канадських складових абеток і мають звукові значення, наближені до вихідних в болотяному крі. Наприклад, для складів, що починаються з голосної, всі писемності, за винятком блекфут, використовують трикутник.
Коли в 1841 році Джеймс Еванс розробив першу робочу модель складової абетки, він зрозумів, що технічно проблематично вказувати різницю між короткими і довгими голосними за допомогою товщини шрифту. Замість цього, він надпилює верхні поперечини типографського шрифту, застосовуючи таким чином пунктирне написання друкованих варіантів довгих голосних (це можна помітити в ранніх друкованих виданнях).
Ще пізніше діакритична крапка, яка застосовувалася спочатку тільки в рукописному варіанті писемності, стала застосовуватися і в друкованому шрифті. Тому сьогодні ᐊ a протиставлено по довготі ᐋ (â), а ᒥ {mi} — ᒦ {mî}. Хоча ê в мові крі завжди є довгим, на письмі розрізняється довгота всіх чотирьох голосних. Не всі пишуть, як раніше, так і зараз, вказуючи довготу, або ж роблять це непослідовно. Оскільки ê не має короткої відповідності, зараз вже ніхто не пише його як довгий голосний.

### Пунктуація
Єдиний знак пунктуації, що зустрічається у багатьох текстах, — це пробіл між словами та ᙮ в якості крапки. Також можуть використовуватися знаки пунктуації, прийняті в латиниці (крім крапки).

## Термінологія
Нижче перераховані деякі терміни, які часто зустрічаються в контексті канадської складової писемності.

### «Склади», тобто літери
Повнорозмірні символи, відповідні поєднанню приголосна-голосна або голосною яка окремо стоїть, зазвичай називаються «складами». Вони є складами швидше у фонематичному, а не у морфофонематичному сенсі. Тобто, якщо одна морфема (елемент слова) закінчується на приголосну, а наступна починається з голосної — цей проміжний приголосний пишеться як склад, утворений з наступною після нього голосною. Наприклад, слово рівнинної крі pīhc-āyi-hk («всередині будинку») складається з двох морфем: pīhc і āyi, але пишеться ᐲᐦᒑᔨᕽ (pīh-cā-yihk).
В інших випадках, «склад» може де-факто позначати тільки приголосний знову ж, через структуру мови. У рівнинному крі слово ᑖᓂᓯ tānisi («привіт» або «як справи?») пишеться в три склади. Голосна опускається, так як перший склад знаходиться під наголосом, а наступний склад містить короткий голосний /i/. В результаті слово вимовляється tānsi — тільки з двома складами.
В алгонкінських мовах розподіл на склади важливий для визначення наголосу і навпаки, тому в цих мовах подібна подвійність значення складів грає досить важливу роль.

### Ряди складів
Слово «ряд» використовується як щодо набору складів, що містять однаковий голосний, так і по відношенню до ряду складів з однаковим початковим голосним. Тому n-рядом називається ряд складів, що починаються з n, а o-ряд — це ряд складів, що містять голосний o незалежно від початкового приголосного.

### «Кінцеві», тобто зменшені літери
Ряд маленьких піднятих над рядком літер називається «кінцевим». Ці літери зазвичай поміщаються після складу для позначення кінцевого приголосного, як ᕽ (-hk) в ᔨᕽ yihk в наведеному вище прикладі. В мові крі, однак, яка має тільки кінцеву форму приголосного h, починається деяка кількість службових слів, наприклад ᐦᐋᐤ hāw. У таких випадках «кінцевий» ᐦ позначає початковий приголосний і тому ставиться перед складом.
Використання діакритичних знаків для запису приголосних — незвичайне явище в абугідах. Воно зустрічається тільки в писемності лепча (незалежно від канадської).
Кінцеві знаки зустрічаються зазвичай в адаптаціях канадської складової абетки в мовах, для яких вона спочатку не була розроблена. У деяких атабасканських абетках, наприклад, кількість кінцевих символів збільшено. Там вони можуть бути в трьох формах: мати середню висоту після складу, зменшену після складу і середню висоту перед складом. Наприклад, чипев'ян і слейві використовують кінцевий ᐟ в останньому положенні для позначення початкового приголосного dl (/ɮ/).
У мові наскапі маленька піднята над рядком літера, утворена з sa використовується для сполучень приголосних, що починаються на /s/: ᔌ spwa, ᔍ stwa, ᔎ skwa, и ᔏ scwa. У мовах крі, для яких спочатку розроблялося канадське складове письмо, таких поєднань немає.
В інуктітуті щось подібне використовується не для позначення звукосполучень, а для відображення більшої кількості голосних (як диграфи ch, sh і th, які використовуються для розширення стандартних латинських c, s, t для запису додаткових приголосних в англійській мові). У інуктітуті, які використовують наголоси na-ga поміщається перед складами g-ряду (ᖏ ᖑ ᖓ), щоб отримати ряд ng- (/ŋ/), а надрядковий ra (увулярний /ʁ/) розташовується перед складами k-ряду, щоб отримати увулярний ряд q-.
Хоча символи в цих рядах складаються з двох елементів, вони кодуються в стандарті Юнікод як один символ.

### Діакритичні знаки
Деякі знаки розташовуються зверху або поруч зі складом і називаються «діакритичними». До них належить крапка над стилем для позначення довготи голосної (як в ᒦ mî), і крапка, що поміщається на середній висоті після складу (в західних діалектах крі) або перед складом (східні діалекти крі) для позначення середнього w, як в ᑿ kwa. Всі вони кодуються в Юникоді як окремі знаки.
Умляутами, що використовуються в інших мовах, є круг над літерою, дві точки перед літерою й безліч інших знаків. Такі діакритичні знаки можуть не кодуватися окремо в Юникоді. Не існує прийнятої номенклатури для частин складів, діакритичних знаків та кінцевих варіантів, тому термінологія наукових дискусій про канадську складову писемність часто непослідовна.

### Крапки
Діакритичний знак, що використовується для позначення довготи голосних, також часто називається «крапкою». Ті хто пише складовою абеткою не завжди послідовно позначають довготу голосних, w, і h. Відповідно, тексти можуть бути з проставленими або непроставленими крапками.

## Історія
Існують твердження, що першу писемність винайшли самі індіанці. Легенда племені крі, зокрема, свідчить, що це був божественний дар, даний двом різним старійшинам крі на різних кінцях Канади. На сайті  Native Languages of the Americas [Архівовано 27 серпня 2019 у Wayback Machine.]  стверджується, що:
  Багато північноамериканських племен мали традицію писемності, яка, за їхніми твердженнями, з'явилася до Колумба. Однак, досить випадково, системи письма цих племен разюче відрізняються від прийнятих в європейських мовах — піктограми у мікмак і складові абетки з поворотами для позначення голосних в оджибве і крі. Теоретично можливо, що ці племена відвідали творчі, критично налаштовані місіонери, але більш імовірно, що місіонери просто записали і пристосували існуючі північноамериканські системи письма для своїх потреб (в першу чергу, навчання індіанців молитвам).  
Є також версія місіонерського походження канадської складової абетки, якій і буде присвячена решта цього розділу.

### Джеймс Еванс
У 1833 році Джеймс Еванс, місіонер — методист, з Кінгстон-апон-Галл у Великій Британії, на той час добре володів мовою оджибве, був відправлений з місією в район Райс Лейк в провінції Онтаріо. Тут він почав вивчати східну оджибве, на якій говорили в регіоні, і входив до складу комітету з розробки писемності на основі латиниці для цієї мови, склавши в 1836 році повний ряд знаків. У 1837 році він підготував видання Speller and Interpreter in English and Indian, але не отримав схвалення його видання від Британського та закордонного суспільства з поширення Біблії. На той час багато місіонерських товариств були проти поширення грамотності серед аборигенів, вірячи, що така ситуація буде сприяти їх мовній асиміляції та інтеграції в колоніальне суспільство.
Еванс продовжував використовувати свою писемність оджибве в роботі в Онтаріо. Виявилося, однак, що його учні відчували понятійні проблеми з використанням однакового письма для двох різних мов які дуже відрізняється звуковою системою, і Еванс сам визнав свій підхід незручним. Крім того, оджибве була полісинтетичною мовою, але мала обмежене число складів. Це означало, що більшість слів мало багато повторюваних складів, і це робило запис латинською абеткою досить громіздкою. Еванс прийшов до висновку, що для його учнів може бути зручніше складова система письма.
У 1840 році Еванс переїхав у село Норвей Хаус в північній Манітобі. Тут він почав вивчати місцеві діалекти болотяного крі. Як і оджибве, з якою ці діалекти перебували в тісному родинному зв'язку, вони були сповнені довгих складних слів.

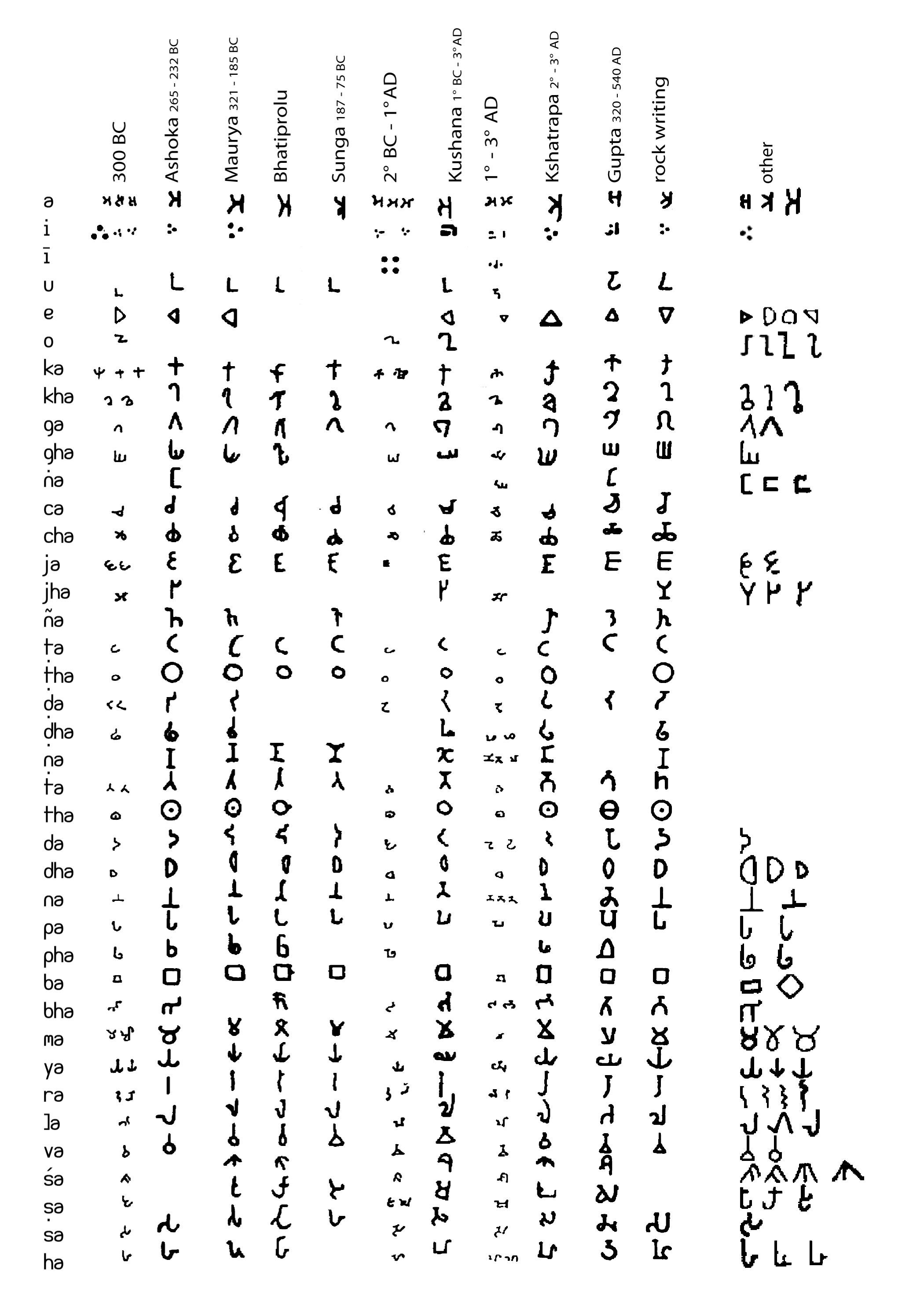
Історичні різновиди письма брахмі

Будучи лінгвістом-любителем, Еванс був знайомий з індійськими системами письма. В брахмі та деванагарі кожна літера відповідала стилю і видозмінювалася для позначення голосної в складі. Подібна система, зараз зветься абугідою, підходила для болотного крі, який мав просту складову структуру, що містить всього вісім приголосних і чотири довгих плюс чотири коротких голосних.
Еванс був також знайомий з британською системою скоропису — ймовірно, Universal Stenography Семюела Тейлора, з часів, коли він був торговцем в Англії. Під час роботи в Канаді він познайомився з опублікованої в 1837 році новою системою скоропису Пітмана.

### Походження писемності
Як брахмі й деванагарі, так і скоропис Пітмана зіграли свою роль у розвитку складової азбуки крі. Деванагарі дало знаки для складів, а з системи Пітмана були запозичені знаки для кінцевих приголосних, ідея повороту знаків і товщини лінії для модифікації складів.
Подібність посилиться, якщо повернути символи таким чином, щоб кожній голосній відповідав однаковий напрямок. Наприклад, в деванагарі n має напрямок ne, а не na. Зміна орієнтації виправдовується, по всій видимості, бажанням при записі складів з однаковими голосними дати перу можливість рухатися в одному напрямку. У складах a -ряду, група, в якій передні голосні (i, e) виходять шляхом відображення ( k-, c-, m-, s-, y-), нагадує в написанні L, в той час як група складів, обертається для отримання передніх голосних (голосний, p-, t-, n-), нагадує в написанні C. Щоб цього досягти, орієнтація g- (для k-), n-, y- і, можливо, s-, прийнята в деванагарі повинна бути перевернута (sp- не слідує цьому правилу, що відображає її змішане походження).
Оскільки приголосні в крі можуть бути дзвінкими або глухими в залежності від оточення, кожному з них відповідають дві літери деванагарі, і , наприклад, ka/ga в крі нагадує скоріше g, ніж k в писемності деванагарі. Також слід звернути увагу, що h, що з'являється в складовій абетці лише в якості кінцевої, відбувається, мабуть, з позначення придиху в деванагарі (вісарга) — ः ḥ, а не складовою ह ha. Трикутники голосних не схожі ні на одну з літер деванагарі і, мабуть, утворені від «e» абетки брахмі.
| Склади                |       |    |   |        |
| प                     | pa    | प्ठ | ᐸ | pa/ba  |
| ट                     | ţa    | टठ | ᑕ | ta/da  |
| ज                     | ja    | ज्ठ | ᒐ | cha/ja |
| ग                     | ga    | ग्ठ | ᑯ | ko/go  |
| म                     | ma    | म्ठ | ᒪ | ma     |
| न                     | na    | न्ठ | ᓂ | ne     |
| स                     | sa    | स्ठ | ᓴ | sa*    |
| य                     | ya    | य्ठ | ᔪ | yo     |
| Другорядні приголосні |       |    |   |        |
| ल                     | la    | ल्ठ | ᓫ | -l     |
| र                     | ra    | —  | ᕑ | -r     |
| व                     | va/wa | व्ठ | ᐤ | -w     |
| ः                      | -h    | ठः  | ᐦ | -h     |

*Рукописна स більше схожа на ᓴ і виглядає скоріше, як म m.
Можливо, що -l і -r були утворені швидше шляхом ротації одного знака деванагарі в дусі Пітмана, де -l і -r пов'язані подібним чином, ніж з двох різних гліфів, як це зазначено в таблиці.
Кінцеві приголосні p t c k m n s і y (яку Еванс називав «кінцевою i»), які зараз застосовуються тільки в західному крі, прходять з скоропису Пітмана, а не з деванагарі. Лінійні гліфи ᑊ ᐟ ᐨ ᐠ (p t c k) є поверненими на 45 ° пітмановськими ᐠ ᑊ ᐟ ᐨ (p t c k,) але зберігають без змін свою відносну орієнтацію. Серпоподібні гліфи ᒼ ᐣ ᐢ (m n s) є поверненими на 90 ° пітмановськими ᐢ ᓑ ᐣ (m n s). «Кінцева i» писемності крі була спочатку крапкою, так само як діакритичний знак для i у Пітмана.
| Кінцевий звук | Пітман | Крі |
| ------------- | ------ | --- |
| -p            | ᐠ      | ᑊ   |
| -t            | ᑊ      | ᐟ   |
| -c            | ᐟ      | ᐨ   |
| -k            | ᐨ      | ᐠ   |
| -m            | ᐢ      | ᒼ   |
| -n            | ᐡ      | ᐣ   |
| -s            | ᐣ      | ᐢ   |
| -i (-y)       | ˙      | ˙   |

Кінцевий hk — це ᕽ, зменшена версія логограми Х(ристос), з грецької літери Χ.
Використання повороту для зміни голосної складу є унікальною рисою канадського складового письма, але походить зі скоропису. Пітман використовував поворот для зміни місця артикуляції: вибухові p t ch k, носові m n та фрікативні hs sh f th були зв'язані за допомогою ротації, що частково показано в таблиці кінцевих літер вище.
Спочатку Еванс показував довжину голосної жирною лінією — як позначення дзвінкості приголосних у Пітмана. Однак цей спосіб виявився незручним для друку, і до 1841 року був замінений застосуванням пунктирної лінії для довгих голосних і суцільної лінії для коротких голосних. Пізніше Еванс ввів сучасну практику написання крапки над стилем для позначення довжини голосної.

### Прийняття та використання
Місцева громада крі швидко звикла до нової системи письма. Індіанці крі почали писати повідомлення обвугленими паличками на корі дерев, залишаючи інформацію на мисливських стежках далеко від місії. Еванс вірив, що його писемність добре пристосована для мов корінного населення Канади, особливо для алгонкінських мов, з якими він був знайомий. Він стверджував, що «з деякими незначними змінами» вона може бути використана для запису «будь-якої мови від Атлантики до Скелястих гір».
Еванс спробував отримати друкарський верстат і набір шрифтів для своєї системи письма, але наштовхнувся на опір з боку колоніальної і європейської влади. Компанія Гудзонової Затоки, що мала монополію на зовнішню торгівлю в західній Канаді, відмовилася імпортувати для нього друкарський верстат, вважаючи, що не слід заохочувати грамотність серед тубільців. Евансу з великими труднощами вдалося сконструювати свій власний друкарський верстат і шрифт, і він почав друкувати тексти на крі складовим письмом своєї системи.
Еванс покинув Канаду в 1846 році і незабаром після цього помер. Однак простота використання і корисність винайденої їм системи складового письма забезпечили їй виживання, незважаючи на опір європейців її поширенню. У 1849 році англіканський єпископ Землі Руперта доповідав, що «значна частина індіанців вміє читати за допомогою цих складових знаків, але якщо вони навчаться читати своєю мовою нашими літерами, це буде першим кроком до оволодіння ними англійською мовою». Незважаючи на це, складова писемність прищепилася серед крі, і в 1861 році — через п'ятнадцять років після смерті Еванса — Британське та закордонне товариство з розповсюдження Біблії видало Біблію, використовуючи складову абетку крі. До того часу як протестантські, так і католицькі місіонери використовували і активно пропагували складове письмо.
У 1850-х і 1860-х роках місіонери працювали над поширенням складового письма на західноканадські діалекти оджибве (рівнинна оджибве і сото), але за кордоном (громадами оджибве в США) воно використовувалося рідко. Місіонери, які вивчили систему Еванса, поширили її на схід уздовж Онтаріо і в Квебек, покривши таким чином всю площу поширення мов крі, включаючи крайній східний наскапі. Атікамек, монтані й плем'я інну в східному Квебеці і Лабрадорі використовували системи письма, засновані на латинській абетці.
У 1856 році Джон Хорді, англіканський місіонер в Муз Фекторі в провінції Онтаріо, який пристосував складове письмо до місцевого діалекту крі затоки Джеймс, зустрів групу ескімосів з регіону Грейт Вейл Ривер у північному Квебеці. Вони були дуже зацікавлені в адаптації складового письма крі для їх мови. Хорді приготував кілька варіантів, заснованих на їх вимові інуктітуту, але швидко виявилося, що кількість базових звуків і проста модель складу в системі Еванса не підходить для нової мови. За допомогою Едвіна Артура Уоткинса він докорінно переробив складове письмо, привівши його у відповідність з їх потребами.
У 1876 році англіканська церква найняла Едварда Пека для постійної роботи в їх місії в Грейт Вейл Ривер. Його завданням було навчання ескімосів складового письма та переклад на нього літератури. Поширення канадського складового письма серед ескімосів зазвичай вважається його заслугою. За підтримки як англіканських, так і католицьких місіонерських товариств, до початку XX століття ескімоси почали самі поширювати складове письмо.
У 1880-х роках Джон Вільям Тімсіт, англіканський місіонер з Великої Британії, придумав значна кількість нових форм для запису мови блекфут.
Французькі католицькі місіонери були першими, хто розширив в кінці 1880-х років складове письмо на атабасканські мови. Місіонерський орден Облатів виявляв особливу активність у використанні складового письма у своїй місіонерській діяльності. Священик ордена Облатів Едріен-Габріель Моріс пристосував складове письмо до мови керрієр, винайшовши велику кількість нових базових символів для підтримки значно складнішої фонетичної системи атабасканських мов. Священик Еміль Петіто розробив складові схеми для багатьох атабасканських мов Північно-Західних Територій, включаючи слейві та чипевіан.

## Різновиди
Фонетичні відмінності між атабасканськими, ескімосько-алеутськими та алгонкінськими мовами призводить до того, що складове письмо, що використовується для їх запису, також відрізняється. В цілому, можна виділити чотири головні різновиди канадського складового письма: центрально-алгонкінську, інуктітут, блекфут та атабасканську. Кожна група є відображенням історичного поширення даного типу письма. Більше інформації можна знайти на сторінках, присвячених конкретним мовам.

### Центрально-алгонкінське письмо
Різні діалекти крі й оджибве були мовами, для яких спочатку розроблялася складова писемність. Вони найбільш близькі до оригінальної моделі Джеймса Еванса. Ці діалекти трохи розрізняються між собою системою приголосних, але там, де звуки в цих діалектах збігаються, як правило застосовується однаковий складовий символ. Якщо звуки не збігаються, новий складовий символ може бути або винайдений, або запозичений з іншого ряду. Кілька діалектів крі має тільки три голосних (ê зливається в них з î), і там зазвичай використовуються тільки три або чотири орієнтації складу.

#### Східне та західне складове письмо
Коли складове письмо поширилося на оджибве і діалекти крі на сході від кордону Манітоби з Онтаріо, воно зазнало кілька змін. По-перше, діакритичний знак, який використовується для позначення некінцевої w, перемістився зі свого положення після складу в положення перед складом. Таким чином, ᒷ в західному крі відповідає ᒶ в східному крі, і обидва вимовляються як mwa. По-друге, спеціальні кінцеві форми приголосних, що мали повні складові форми, були заміщені надрядковими варіантами a-ряду цих форм. Таким чином, ᐊᒃ це ak і ᓴᑉ sap (графічно «sapa»). Діалекти крі в західних провінціях зберігають кінцеві знаки, що беруть початок зі скоропису Пітмана і присутні у вихідному варіанті писемності, хоча кінцеве y перетворилося в знак ᐩ, більш помітний, ніж проста крапка. Додаткові ряди приголосних також більш поширені на сході.
| 'Кінцеві' | 'Кінцеві' | 'Кінцеві' |
|           | Захід     | Схід      |
| --------- | --------- | --------- |
| p         | ᑊ         | ᑉ         |
| t         | ᐟ         | ᑦ         |
| k         | ᐠ         | ᒃ         |
| c         | ᐨ         | ᒡ         |
| m         | ᒼ         | ᒻ         |
| n         | ᐣ         | ᓐ         |
| s         | ᐢ         | ᔅ         |
| š         | ᐡ         | ᔥ         |
| y         | ᐩ         | ᔾ         |
| l         | ᓫ (ᔆ)     | ᓪ         |
| r         | ᕑ (ᙆ)     | ᕐ         |
| w         | ᐤ         | ᐤ         |
| h         | ᐦ         | ᐦ         |
| ð         | ‡         | ᕪ         |

#### Додаткові ряди приголосних
У деяких таблицях для західних варіантів писемності показані повні ряди l- і r-, що використовуються переважно в запозиченнях. У католицькому варіанті r- є нормальною асиметричною формою, отриманою додаванням риси до c-, а l- використовує мінливу модель. Незважаючи на асиметричність, знак повертається тільки на 90 °, тому li є дзеркальним відображенням очікуваного (вона не є ні інверсією, ні відображенням le, як в інших рядах, а скоріше поверненням її на 180 °)
Деякі західні нововведення
| ᖋ | ᖊ |  | ri | re |  | (кінцева ᙆ) |
| ᖍ | ᖌ |  | ra | ro |  |             |

|   | ᕆ |   |  |    | li |    |  |             |
| ᕍ |   | ᕊ |  | la |    | lo |  | (кінцева ᔆ) |
|   | ᕃ |   |  |    | le |    |  |             |

Для більшості східних діалектів крі були додані ряди l-, r-, sh- (š-) и f-. R-ряд є інверсією знака для західного l-, але в цей раз re має нестандартну орієнтацію. L- і f- є регулярними асиметричними і симетричними знаками. Хоча f- є асиметричною за формою, вона походить з p-, і тому повертається на 90 ° як p-. Тут починають різнитися алгоритми отримання орієнтації голосних, що збігаються для симетричних форм оригінального шрифту. Для ᕙ f-ряду, так само як і рідкісного ᕦ th-ряду, отриманого з ᑕ t-, голосні однакової висоти отримуються шляхом повороту проти годинникової стрілки. Проте, східний sh -ряд, який, мабуть, не випадково нагадує латинське s, обертається за годинниковою стрілкою з протилежним утворенням голосних: верхнє -i — з нижнього -a, і середнє -e- з верхнього -o.
Застарілий sp-ряд показує, що цей спосіб існував в первісній версії письма. Інуктітут постійно використовує повернення проти годинникової стрілки. Це відбувається, ймовірно, з узагальнення ᕙ ряду, який був створений зі знаку ᐸ з додаванням гуртка на межі на початку написання літери, але як незалежна форма має бути повернений в протилежному (проти годинникової стрілки) напрямку. В r -рядах східних діалектів крі можуть використовуватися обидва з цих алгоритмів щодо ro (позначено товстим шрифтом), а для l- в західному крі обидва варіанти можуть застосовуватися в la (позначено товстим шрифтом).
Деякі східні нововведення
| ᓕ | ᓓ |  | li | le |
| ᓚ | ᓗ |  | la | lo |

|   | ᕆ |   |  |    | ri |    |  |  |   | ᔑ |   |  |    | ši |    |  |  |   | ᕕ |   |  |    | fi |    |  |  |   | ᕠ |   |  |    | ði |    |  |
| ᕋ |   | ᕈ |  | ra |    | ro |  |  | ᔕ |   | ᔓ |  | ša |    | šo |  |  | ᕙ |   | ᕗ |  | fa |    | fo |  |  | ᕦ |   | ᕤ |  | ða |    | ðo |  |
|   | ᕃ |   |  |    | re |    |  |  |   | ᔐ |   |  |    | še |    |  |  |   | ᕓ |   |  |    | fe |    |  |  |   | ᕞ |   |  |    | ðe |    |  |

Існують побічні варіанти писемності як в східному, так і в західному крі. У лісовій крі, наприклад, використовують варіант писемності, прийнятий у західних крі, але вона втратила e-ряд, зате має додатковий ряд приголосних th- (ð-), що є закритою формою y-ряду, а також не підтримуваний Юнікодом кінцевий‡.
| ᖨ |   |  | thi |     |
| ᖬ | ᖪ |  | tha | tho |

Лосині крі використовують східний варіант писемності. Додатково введений кінцевий -sk, що складається з -s і -k, як в ᐊᒥᔉ amisk «бобер», а кінцевий -y пишеться як надрядковий гурток °, а не як надрядковий ya, який зберіг більш помітну окрему кінцеву форму, котра трапляється нам, як правило, тільки на заході: ᐋᔕ̊ āshay «зараз».
Східний крі має особливі лабіалізовані кінцеві ᒄ -kw та ᒽ -mw. Вони пишуться як надрядковий варіант o-ряду, а не як звичайний a -ряд, наприклад ᒥᔅᑎᒄ mistikw «дерево». Це пояснюється фактом, що голосний o лабіалізує попередній приголосний.
Хоча в більшості своїй наскапі слідує конвенції східного крі, в ньому взагалі не відзначається довгота голосних. Дві крапки, які розміщуються над або перед складом використовуються для позначення w: ᐛ wa, ᐖ wo, ᑥ twa, ᒂ kwa, ᒠ cwa (/tswa/), ᒺ mwa, ᓏ nwa, ᔄ swa, ᔽ ywa. Оскільки в наскапі все поєднання приголосних з s- губні (sCw-) вони також мають дві крапки: ᔌ spwa тощо. Є також лабіалізована кінцева послідовність ᔊ -skw, яка є надрядковим варіантом sa-ko.

### Інуктітут
Східна форма складової абетки крі була адаптована для запису діалектів інуктітуту в Нунавуті (за винятком Куглуктука і Кембридж-Бей) і Нунавіці в північному Квебеці. В інших місцях проживання ескімосів використовуються різні схеми, засновані на латиниці.
У інуктітуті є тільки три голосні, тому потрібно тільки ряди a-, i-, та o- письма крі (останній використовується для /u/). E-ряд спочатку використовувався для поширеного дифтонгу /ai/, але ця практика була офіційно скасовано в 1960-х роках, так як інуктітут мав більше символів, ніж могла вмістити матриця друкарської машинки IBM Selectric. Наразі -ai пишеться як склад a-ряду з наступним ᐃ i. Нещодавно ескімоська організація Inuit Tapiriit Kanatami вирішила повернути ai- ряд, а Makivik Corporation (офіційна організація ескімосів в Квебеці) застосовує цей символ у Нунавіці. У провінції Нунавут цей дифтонг не вживається.
Інуктітут має більше приголосних, ніж крі — п'ятнадцять в стандартній формі. Оскільки в інуктітуті немає /ts/, c-ряду було присвоєно значення g (/ɡ ~ ɣ/). Y-ряд використовується для y- або j-, в залежності від діалекту. Використовується l-ряд східного крі: ᓚ la, ᓗ lu, ᓕ li, ᓓ lai. До цих символів додається риска для отримання глухого ряду lh (/ɬ/): ᖤ lha тощо. F-ряд східного крі використовується в інуктітуті для v-: ᕙ va тощо. R-ряд східного крі використовується для дуже відмінних від нього звуків інуктітуту, /ɢ ~ ʁ/, які латиницею записуються як r. Однак базові принципи залишаються незмінними — голосні однакової висоти послідовно виробляються шляхом звернення проти годинникової стрілки, і тому rai є інверсією ri.
|   | ᕆ |   |  |    | ri  |    |
| ᕋ |   | ᕈ |  | ra |     | ru |
|   | ᕂ |   |  |    | rai |    |

Решта звуків записуються диграфами. Надрядковий ra як префікс перед k - поруч створює диграф для: ᖃ qa, и т. д. (кінцева ᖅ -q). Надрядковий na-ga як префікс перед g-рядом дає ряд ng (/ŋ/) nga, і т. д, Na подвоюється для отримання здвоєного nng (/ŋː/): ᙵ nnga. Кінцеві, відповідно, ᖕ і ᖖ.
В Нунавуті кінцева h замінена на латинську ᕼ, що не обертається, а в Нунавіці був отриманий новий ряд шляхом додавання риси до k-ряду: ᕹ ha, і т. д.
Спочатку католицькі і англіканські місіонери використовували трохи різні варіанти складового письма для інуктітуту. Наразі, однак, ці відмінності зникли. Діалектні варіанти в частині ескімоського світу, що використовує складове письмо, призвели до відмінностей в орфографії, але в цілому не вплинули на складове письмо як таке.

### Блекфут
Блекфут, одна з алгонкінських мов, використовує складове письмо, яке досить сильно відрізняється від варіантів крі і інуктітуту. Блекфут має одинадцять приголосних і три голосні, більшість з яких може бути довгим і коротким. У розробленій для цієї мови складовому письмі є дев'ять базових приголосних форм, тільки дві з яких ідентичні їх еквівалентів в крі. Нові форми, наприклад o- ряду (який графічно відповідає a-ряд у крі) це ᖲ o, ᖶ wo, ᖺ no, ᖾ ko, та ᗃ ha. Старі форми з новими значеннями — ᑲ po, ᒐ mo, и ᒪ to. Форми з співпадаючими значеннями приголосних — ᓴ so и ᔭ yo (не збігаються тільки голосні в складах). Є також кілька особливих кінцевих форм.
Блекфут має тільки три голосні, але в писемності є всі чотири варіанти орієнтації. Наразі письмо виходить з ужитку.

### Керрієрта іншіатабасканські мови

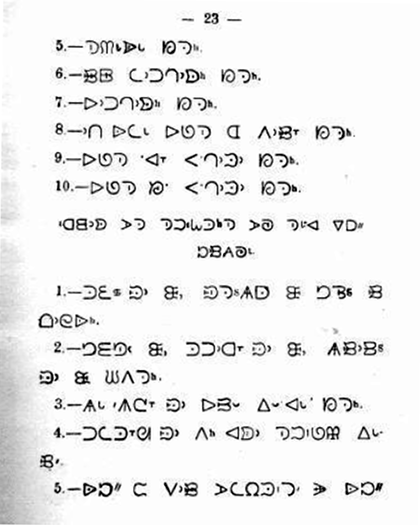
Сторінка з молитовника, написаного складовим письмом керрієр, адаптацією канадського складового письма для табасканських мов

Атабасканське складове письмо було розроблено в кінці 1800-х французькими католицькими місіонерами, які пристосували первісну протестантську схему письма для мов, що значно відрізняються від мов алгонкінської сім'ї. Більшість атабасканських мов має більше чотирьох голосних, і всі вони мають більше приголосних, ніж крі. Це призвело до винаходу деякої кількості нових приголосних складів. У той час як більшість атабасканських систем письма, таких як слейві і чипеваян, досить схожі зі складовим письмом крі, варіант керрієр значно з ним розходиться, і тільки один ряд (ряд окремо розташованих голосних) нагадує вихідний варіант для крі.
Для запису шести голосних, в керрієр чотири орієнтації голосних доповнюються крапкою і горизонтальною лінією в формах, спрямованих праворуч: ᐊ a, ᐅ /ʌ/, ᐈ e, ᐉ i, ᐃ o и ᐁ u.
Один з шрифтів чипеваян більш збігається із західним крі (саїсі-чипев'ян значно різниться). Він має дев'ять форм плюс західні l- і r-ряди, хоча ротація l-ряду здійснюється послідовно проти годинникової стрілки. Ряди k- і n- більш незграбні, ніж в крі: ki нагадує латинську «P». Ряд c застосовується для позначення dh. Є один додатковий ряд: регулярний ch-ряд, який не підтримують Юнікод, але графічно виглядає як подвоєне t (приблизно як Ɛ для cha, Ɯ для che, 3 для cho тощо); і один нерегулярний z-ряд, де ze виходить шляхом повернення проти годинникової стрілки za, а zi поверненням за годинниковою стрілкою zo:
|   | ᘛ |   |  |    | zi |    |  |
| ᘔ |   | ᘕ |  | za |    | zo |  |
|   | ᘚ |   |  |    | ze |    |  |

Інші ряди утворюються з dh або t. Кінцевий варіант t писемності крі з межею посередині, що випереджає dh, утворює th. Надрядкова кінцева p крі після t дає tt. Риска всередині t дає tth (ᕮ ttha), а маленька t всередині t дає ty (ᕳ tya). Носові голосні показуються наступною після складу кінцевою k абетки крі.

## Вживання у наш час

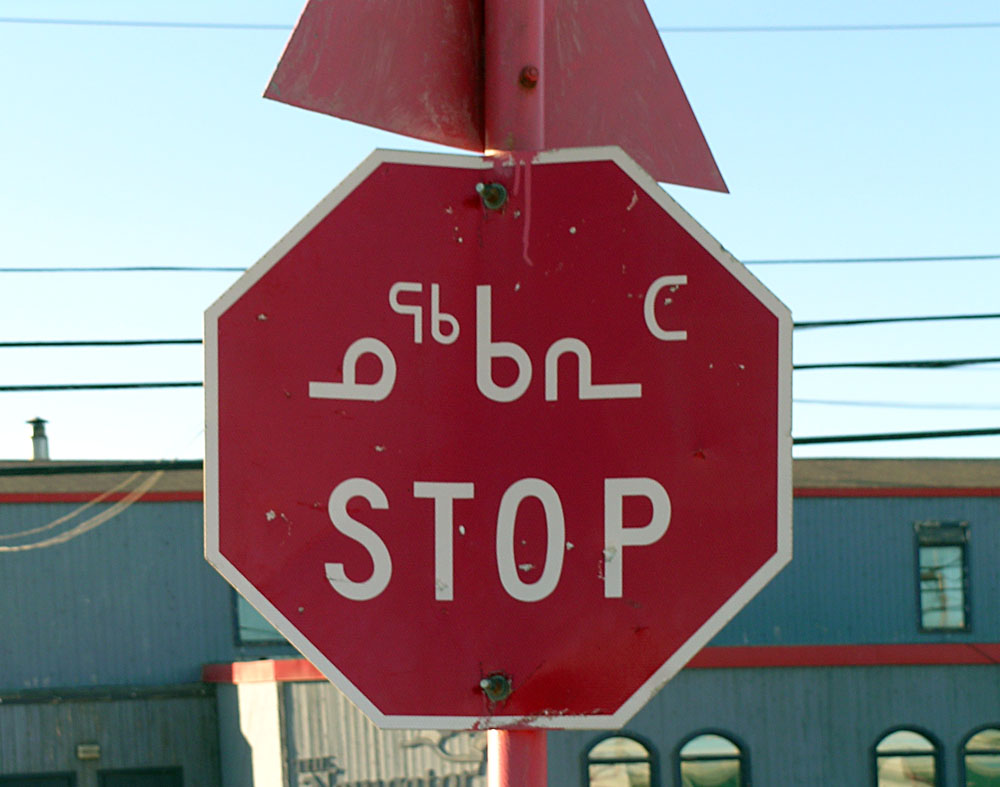
Двомовний (інуктітут-англійський) дорожній знак в Ікалуїті, Нунавут, липень 2004

Наразі канадське складове письмо займає сильні позиції в громадах крі та ескімосів, трохи більше хитке становище серед оджибве і знаходиться на межі зникнення в атабасканських мовах і блекфут.
У Нунавуті та Нунавіці інуктітутське складове письмо має офіційний статус. В Нунавуті всі закони, протоколи засідань і багато інших урядових документів повинні публікуватися на інуктітуті як латиницею, так і складовим письмом. Стрімке зростання діапазону і кількості літератури, що публікується складовим письмом, виключає можливість маргіналізації цієї системи письма.
У громадах крі та оджибве її положення не настільки надійно.

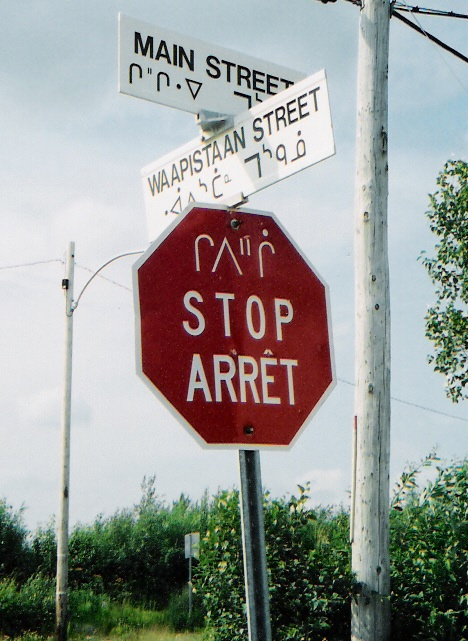
Тримовний (крі-англійська-французька) дорожній знак в Містассіні, Квебек, березень 2006

 Використання складового письма крі сильне в більшості громад, в яких воно здавна прищепилося. У багатьох діалектних ареалах наразі існують стандартизовані складові орфографії. Однак для більшості, якщо не всіх, діалектів існують лінгвістично адекватні стандартизовані системи письма на основі латиниці.
Мовці оджибве в США ніколи масово не використовували ні канадське складове письмо, ні складове письмо Великих Озер, а зараз, по суті, взагалі припинили їх використовувати. Заснована на латиниці система «подвійна голосна», розроблена Чарлзом Фієра і розвинена надалі Джоном Ніколсом, поступово стає стандартом в США і починає проникати в Канаду, частково для запобігання розпаду і без того невеликої мови на громади. Незважаючи на це, в деяких частинах Канади складове письмо оджибве займає сильні позиції.
В інших громадах складова писемність знаходиться на межі зникнення.
Складове письмо блекфут зникло з усіх сфер вживання. Зараз мовці блекфут використовують письмо на основі латиниці, і лише далеко не всі блекфут ще можуть читати, а ще менше — писати складовим письмом.
Серед атабасканських мовах з розробленими складовими системами письма немає жодного, в якому вони активно застосовуються. У деяких випадках мови, які колись їх використовували, знаходяться на межі вимирання. В інших випадках складове письмо було замінено латиницею. Багато людей — лінгвісти і носії мови — вважають, що складове письмо погано підходить для цих мов. Уряд Північно-Західних територій не використовує складове письмо для запису жодної з атабасканських мов на своїй території. Індіанські церкви в цілому також припинили застосовувати складове письмо. Для мови керрієр добре розроблена латинська абетка успішно витіснила складову, яка зараз зрозуміла тільки старшим членам громади.
У минулому урядова політика щодо складової писемності змінювалася від байдужості до відкритої ворожості. До відносно недавнього часу уряд Канади відкрито боровся з мовами аборигенів, і церковні організації часто були єдиними організованими установами, що використовують складове письмо. Пізніше, коли уряд зайняв більш лояльну позицію щодо тубільних мов і в деяких випадках навіть заохочував їх використання, була поширена думка, що використання в якості системи латинської графіки є кращим за лінгвістичними міркувань, а також знизить витрати на підтримку альтернативних систем письма.
Наразі, як мінімум по відношенню до інуктітуту і алгонкінських мов, канадський уряд займає нейтральну позицію, а в деяких випадках заохочує використання складового письма. Зростання націоналізму канадських аборигенів і передача деяких урядових повноважень місцевим громадам змінили ставлення до складового письма. Зараз у багатьох місцях існують установи по стандартизації орфографії складового письма, Юнікод має майже повний набір канадської складової абетки для цифрового обміну інформацією. Складове письмо викладається в школах в районах, населених ескімосами, і часто в громадах крі та оджибве, які традиційно використовують складовий лист.
Хоча складове письмо має свої обмеження і в багатьох випадках латиниця була б менш дорогою і, можливо, більш легкою в навчанні альтернативою, багато громад сильно прив'язані до складового письма. Незважаючи на те, що спочатку вона була винаходом європейських місіонерів, багато людей розглядають складове письмо як своє власне, в той час як латинські букви асоціюються з мовною асиміляцією.